# 蓝颊蜂虎
蓝颊蜂虎（学名：Merops persicus）一种佛法僧目鸟类，隶属于蜂虎科蜂虎属。其种加词“Persicus”意为“波斯的”。

## 形态特征
蓝颊蜂虎体长30cm左右。指名亚种头部蓝色脸颊被黑色贯眼纹分开而形成蓝色眉纹和下颊。前额为白色，颏呈鲜黄色，喉部为黄褐色。头顶、上背和胸腹草绿色，两翼和尾黄绿色。

## 亚种
蓝颊蜂虎分为2个亚种：
- Merops persicus chrysocercus Cabanis & Heine, 1860：身体大部分呈淡橄榄色，主要部分在撒哈拉沙漠西部边界，从摩洛哥到阿尔及利亚和塞内加尔、乍得，冬天到撒哈拉以南非洲；
- Merops persicus persicus Pallas, 1773：指名亚种，主要分布在北非和西亚、中亚等地区，2014年曾在中国新疆阿尔金山地区发现。[4]